# Pudelpòinter
Pudelpòinter és una raça especialment versàtil de gos de caça. Es tracta d'una raça a partir d'un encreuament entre el caniche (púdel) alemany i el pòinter anglès.

## Aparença
El pes de la raça es troba entre 20 i 30 kg i la seva altura fins a les espatlles entre 53 i 66 cm, i el seu mantell sol ser de color fetge, nou i ocasionalment negre amb un pèl dur, tes i dens que muda poc.

## Història
El 1881 un criador alemany, el Baró von Zedlitz, va començar a treballar per produir el seu gos de mostra, rastreig i cobrador ideal, tant com a gos d'aigua com per a la caça a terra.
A partir de set caniches seleccionats i més de 100 pòinters diferents, va desenvolupar el pudelpòinter. El primer semental va ser Tell, un pointer anglès que va pertànyer al Kàiser Frederic III de Prússia i la primera femella, una gossa caçadora caniche de nom Molly i que va pertànyer a Hegewald, un conegut escriptor de novel·les amb gossos de caça.
L'objectiu era produir un gos fàcil d'entrenar, intel·ligent i al que li encantés l'aigua i el cobrament de preses, com el poodle i al qual se li afegís un gran desig de caça amb un gran instint i un olfacte excel·lent, com el pòinter anglès, sent a més una gran companyia a casa.
La raça caniche tenia una genètica més forta, així que van haver d'utilitzar-se molts més pòinters per aconseguir el gos equilibrat desitjat. Es va utilitzar una mescla d'11 caniches i 80 pòinters durant els primers 30 anys per aconseguir resultats òptims.
La raça s'introdueix a Nord-amèrica el 1956 gràcies a Bodo Winterhelt, qui fins avui ha estat un dels màxims mantenedors de l'estàndard de la raça. El seu Winterhelle Kennel va ser el fundador de la raça a Nord-amèrica. El 1977 Winterhelt va fundar el Pudelpointer Club of North America al Canadà.
Aquest gos és un animal de companyia, no obstant això està començant a guanyar notabilitat entre els caçadors pel seu baix preu. A Alemanya el seu estàndard és molt rígid i ha de passar un test en camp i aigua per ser reconegut oficialment com a Pudelpòinter.